# Gynoxys apollinaris
Gynoxys apollinaris là một loài thực vật có hoa trong họ Cúc. Loài này được Cuatrec. mô tả khoa học đầu tiên năm 1951.